# Pedro Bolaños
Pedro José Bolaños del Pozo (Mancha Real, provincia de Jaén, 2 de marzo de 1986) es un exfutbolista español y entrenador español. Su posición era la de defensa central. Actualmente es entrenador del Club Deportivo Quintanar del Rey en la Tercera Federación.

## Trayectoria

### Como futbolista
Bolaños nació en Mancha Real, provincia de Jaén y tras jugar en el desaparecido el Torredonjimeno Club de Fútbol, en 2006 ingresó en el filial del Córdoba Club de Fútbol. Más tarde, jugaría en equipos de la Segunda División B de España y Tercera División como el [Motril Club de Fútbol]], Atlético Mancha Real, Real Jaén CF con el que logró el ascenso a la Segunda División en la temporada 2012-13 y UD Melilla, equipo en el colgó las botas al término de la temporada 2016-17.

### Como entrenador
Finalizada su carrera como futbolista en 2017, firmó como segundo entrenador de Manolo Herrero en la UD Melilla de la Segunda División B de España, al que acompañó durante 39 partidos.
En la temporada 2019-20, firma como entrenador del Atlético Mancha Real de la Tercera División de España.
El 2 de mayo de 2021, logra el ascenso a la Segunda Federación en la Tercera Federación. Además, con el conjunto jienense superaría dos fases de Copa del Rey ante rivales de superior categoría como el DUX Internacional de Madrid (Primera Federación) y Granada C.F. (Primera División de España).
En la temporada 2021-22, Pedro es ratificado como entrenador del Atlético Mancha Real en la Segunda Federación, con el que consigue mantener la categoría y renovar durante otra temporada.
Fue cesado al terminar la temporada 2022-2023 al no poder salvar al Atlético Mancha Real del descenso a Tercera Federación. 
En la temporada 2023-2024, ficha por el Linares Deportivo de Primera Federación como segundo entrenador de Óscar Fernández.
El 22 de noviembre de 2023, tras la destitución de Óscar Fernández, coge las riendas del equipo durante una jornada hasta la llegada de David Campaña.
El 27 de junio de 2024, firma como entrenador del Club Deportivo Quintanar del Rey en la Tercera Federación.

## Clubes

### Como jugador
| Club                          | País   | Año       |
| ----------------------------- | ------ | --------- |
| Torredonjimeno Club de Fútbol | España | 2005-2006 |
| Córdoba Club de Fútbol "B"    | España | 2006-2007 |
| Motril Club de Fútbol         | España | 2007-2008 |
| Atlético Mancha Real          | España | 2008-2012 |
| Real Jaén CF                  | España | 2012-2013 |
| UD Melilla                    | España | 2013-2017 |

### Como entrenador
| Club                              | País   | Año         |
| --------------------------------- | ------ | ----------- |
| UD Melilla (2º Entrenador)        | España | 2017-2018   |
| Atlético Mancha Real              | España | 2019-2023   |
| Linares Deportivo (2º entrenador) | España | 2023 - 2024 |
| Club Deportivo Quintanar del Rey  | España | 2024 - act. |